# Ніколь Воллес
Ніколь Алехандра Воллес дель Барріо Мартін (ісп. Nicole Alejandra Wallace del Barrio Martín; нар. 22 березня 2002, Мадрид, Іспанія) — іспанська актриса, відома своїми головними ролями Нори Ґрейс у «Сором: Іспанія», іспанській адаптації норвезького серіалу, як Ноа в оригінальному фільмі Prime Video «Моя вина», заснованому на серії-бестселері авторства Мерседес Рон, і як Альма в міні-серіалі Netflix «Жодна віднині».

## Біографія
Ніколь Алехандра Воллес дель Барріо народилася і виросла в Мадриді; її батько — американець. Через це Воллес є двомовною і може вільно говорити як іспанською, так і англійською. Вона виростала, навчаючись грі на альті та фортепіано, і з раннього дитинства брала уроки співу. Воллес також займалася хіп-хопом, фанком і сучасними танцями більше восьми років. У неї також є старша сестра Хлоя, яка є режисером, сценаристом і фотографом, яка зняла мінісеріал для Netflix «Досконала казка» та фільм «Поганий вплив».
Воллес також вивчала психологію за програмою дистанційного навчання в університеті протягом року, продовжуючи кар'єру актриси.

## Кар'єра

### Акторська кар'єра
Воллес почала зніматися в короткометражних фільмах, вперше з'явившись у короткометражному фільмі жахів «Висічення» (англ. Excision) 2008 року в невеликій ролі з актрисою Тессою Феррер, відомої з серіалу «Анатомія Грей». Вона продовжувала зніматися в короткометражних фільмах, з'явившись у фільмі «Істоти біля багаття: Череп Сема» (англ. Campfire Creatures: The Skull of Sam) в ролі Вікі, знявшись разом із легендою фільмів жахів Робертом Інглундом, найбільш відомим за роллю Фредді Крюгера у франшизі «Кошмар на вулиці В'язів».
У 2018 році Воллес здобула популярність після того, як отримала роль Нори Грейс у серіалі Movistar+ «Сором: Іспанія», заснованому на норвезькому підлітковому серіалі «Сором». Третій сезон шоу був зосереджений навколо її персонажа, Нори, та персонажа Вірі, яку зіграла Селія Монедеро. Сезон Нори та Вірі, зокрема, був нагороджений «Cima TV Award for Equality» від «FesTVal de Vitoria» за те, як він просував теми фемінізму та розширення можливостей серед молодіжної аудиторії.
З моменту її прориву в ролі Нори, Воллес було представлено в багатьох виданнях, таких як «SModa», «Glamour» і «Vogue». Вона продовжила цей успіх і в інших ролях, знявшись у драмі TVE 2021 року «Парот» і романтичному фільмі Prime Video 2023 року «Моя вина» в ролі Ноа, яка втягнута у заборонений роман зі своїм зведеним братом Ніком, який бере участь у небезпечних вуличних гонках. Ніка грає Габріель Гевара, колега Воллес по серіалу «Сором: Іспанія». «Моя вина» заснована на популярній серії романів Мерседес Рон, спочатку опублікованих на «Wattpad» під назвою «Винні» (ісп. Culpables). Згідно з даними Amazon Prime Video, після релізу в червні 2023 року «Моя вина» досягла найвищої кількості глядачів за перші три дні серед будь-яких неанглійських місцевих оригінальних фільмів за всю історію сервісу. У липні 2023 року Prime Video підтвердили, що знімуть ще два фільми за двома останніми книгами трилогії Мерседес Рон — «Ваша вина» та «Наша вина», підтверджуючи, що Воллес повторить свою роль Ноа в цих двох фільмах.
«Ваша вина» та «Наша вина» почали паралельне виробництво 31 серпня 2023 року.
Того ж місяця Воллес з'явилася у фільмі Стеффі Аргеліх «Віра» в ролі Віри, підлітка, яка відкриває свою сексуальність, коли молодий чоловік приїжджає до неї та її матері на острів, геть від своїх обов'язків юриста та сина.
Вона також продовжувала зніматися в інших короткометражних фільмах, у тому числі у фільмі «Рей Спаркс» 2019 року режисера Рафа Павона та у фільмі «Сила долі» 2021 року режисера Хав'єра Алонсо. Вона також з'явилася в короткометражному фільмі 2023 року «Ехо» в ролі Маї та у фільмі 2024 року «Один рік і один день» в ролі Нереї.
1 вересня 2023 року Воллес також оголосили першим амбасадором краси «Dior» від Іспанії. Вона продовжувала з'являтися на Паризькому тижні моди 2023 року в Dior та інших пов'язаних із брендом подіях того ж місяця.
У травні 2024 року Воллес з'явилася в міні-серіалі Netflix «Жодна віднині», заснованому на однойменному романі Мігеля Саеса Карраля, у ролі Альми, підлітка, яка змінює статус-кво у своїй середній школі, розповідаючи про її зґвалтування.
«Твоя провина», продовження «Моєї вини», вийшла 27 грудня 2024 року на Amazon Prime Video. Воллес відвідала його світову прем'єру в палаці Вісталегре в Мадриді 18 грудня, приблизна кількість відвідувачів склала 4000 шанувальників.
19 грудня 2024 року видання «Deadline Hollywood» повідомило, що Воллес підписала контракт з «TFC Management» про представництво в Сполучених Штатах. У 2025 році Воллес з'явиться в «Нашій вині» — третьому й останньому фільмі серії, і «Домі духів», іншому проекту Amazon Prime Video, адаптації відомого дебютного роману Ісабель Альєнде. «Дім духів» буде продюсувати актриса Єва Лонгорія.

### Музична кар'єра
У 2020 році Воллес підписала контракт з «Universal Music» і «Sony Music», випустивши свій перший сингл Bella в лютому 2021 року. Bella дебютувала у топ-50 вірусних пісень в Іспанії того року, за нею швидко послідували сингли Devuélveme і Impatient Eyes. Четвертий сингл, Cuídate, вийшов у 2022 році.

## Фільмографія

### Кіно
| Рік  |    | Українська назва | Оригінальна назва     | Роль              |
| ---- | -- | ---------------- | --------------------- | ----------------- |
| 2008 | кф | Висічення        | англ. Excision        | мертва дівчина №3 |
| 2017 | кф | Постміленіал     | англ. Post millennial | Ніколь            |
| 2023 | ф  | Вера             | ісп. Vera             | Вера              |
| 2023 | ф  | Моя вина         | ісп. Culpa mía        | Ноа               |
| 2023 | кф | Ехо              | ісп. Eco              | Мая               |
| 2024 | ф  | Твоя провина     | ісп. Culpa tuya       | Ноа               |

### Телебачення
| Рік       |   | Українська назва | Оригінальна назва | Роль            |
| --------- | - | ---------------- | ----------------- | --------------- |
| 2018—2020 | с | Сором: Іспанія   | ісп. Skam España  | Нора / 41 серія |
| 2021—2021 | с | Парот            | ісп. Parot        | Соль / 10 серій |
| 2024—2024 | с | Жодна віднині    | ісп. Ni una más   | Альма / 8 серій |

## Дискографія
| Рік  | Назва            | Примітки |
| ---- | ---------------- | -------- |
| 2021 | «Bella»          | сингл    |
| 2021 | «Devuélveme»     | сингл    |
| 2021 | «Impatient Eyes» | сингл    |
| 2022 | «Cuídate»        | сингл    |